# Homalocalyx pulcherrimus
Homalocalyx pulcherrimus là một loài thực vật có hoa trong Họ Đào kim nương. Loài này được (Ewart & B.Rees) Craven mô tả khoa học đầu tiên năm 1987.